# Mattertal
Mattertal är en dal som startar vid Matterhorn. Orter i dalen är Zermatt (1 620 meter över havet), Täsch, Randa (1 445 meter över havet), Grächen (1 620 meter över havet) och St. Niklaus (1 127 meter över havet). Älven Mattervispa rinner genom dalen.

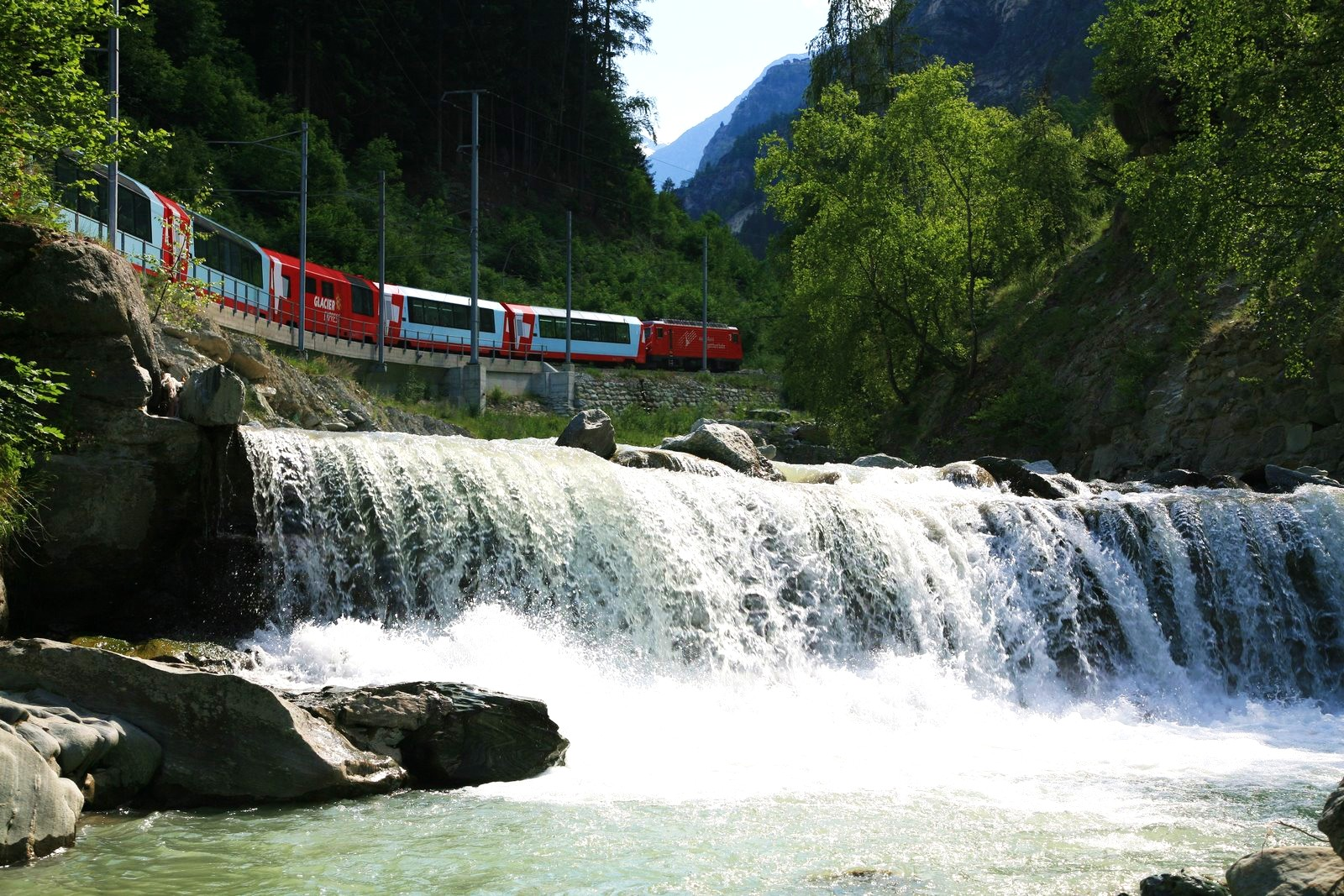
Glaciärexpressen vid Mattervispa.

På 1880-talet byggdes en smalspårig järnväg till Mattertal och sedan 1930 går  Glaciärexpressen till St Moritz längs Matervispa.
Övre delen av Mattertal kan nås  från Visp med Matterhorn Gotthard Bahn. Huvudvägen mellan Täsch och Zermatt är bilfri.